# Varian Fry
Varian Mackey Fry (15.10.1907 – 13.9.1967) là một nhà báo Hoa Kỳ và là người điều khiển một mạng lưới giải cứu những người Do Thái và những người chống Đức Quốc xã dưới thời chính phủ Vichy ở Pháp. Có khoảng từ 2.000 tới 4.000 người đã được Fry cứu thoát khỏi Holocaust và khỏi bị Đức Quốc xã truy hại.

## Thời niên thiếu

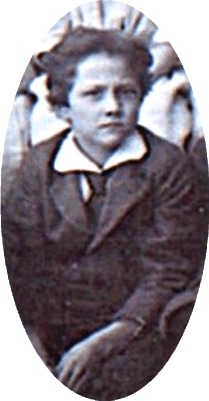
Hình ảnh Varian Fry Lúc Trẻ.

viên chưa tốt nghiệp ở Đại học Harvard, ông cùng với Lincoln Kirstein đã lập ra tờ Hound & Horn, một tạp chí văn học đầy ảnh hưởng xuất bản hàng quý. Ông kết hôn với Eileen, em (chị) của Kirstein. Ông tốt nghiệp Đại học Harvard năm 1931.
Khi làm thông tín viên nước ngoài cho tờ báo Hoa Kỳ The Living Age, Fry đã tới thăm Berlin năm 1935 và đã hơn một lần đích thân chứng kiến việc Đức Quốc xã hành hạ người Do Thái, nên ông muốn giúp đỡ những người bị bách hại.
Quá lo ngại về những gì đã chứng kiến, ông đã giúp quyên góp tiền để hỗ trợ những phong trào chống Quốc xã của châu Âu. Sau khi Đức Quốc xã chiếm đóng Pháp trong tháng 8 năm 1940, ông tới Marseille làm đại diên cho "Ủy ban cấp cứu" mới được thành lập nhằm nỗ lực giúp những người muốn chạy trốn Đức Quốc xã. Fry có 3.000 dollar và một danh sách ngắn những người tỵ nạn sắp bị mật vụ Gestapo bắt. Những nhà văn chống Quốc xã, những nghệ sĩ tiên phong, những nhạc sĩ, những nhà trí thức cùng hàng trăm người khác trong tâm trạng tuyệt vọng đã đến gõ cửa nhà ông tìm kiếm cơ may để trốn khỏi Pháp.
Một số người sau đó thú nhận là họ nghĩ rằng đó là một phép lạ khi một tín đồ Tin Lành Mỹ da trắng đã liều mình để giúp đỡ họ.

## Ủy ban cấp cứu
Bắt đầu từ năm 1940, bất chấp con mắt cảnh giác của chính phủ Vichy hợp tác với Đức Quốc xã, Fry và một nhóm nhỏ các người tình nguyện đã giấu nhiều người trong Biệt thự Air-Bel ở Marseille cho tới khi có thể lén lút đưa họ ra khỏi Pháp. Trên 2.200 người đã được đưa qua dãy núi Pyrénées sang Tây Ban Nha rồi sang nơi an toàn Bồ Đào Nha là nước trung lập, để từ đây họ đi sang Hoa Kỳ.
Ông cũng giúp những người khác trốn lên các tàu thủy đi từ Marseille tới Martinique thuộc địa của Pháp, và từ đây họ cũng có thể đi sang Hoa Kỳ. Trong số những người cộng sự thân cận nhất của Fry có các người Mỹ Miriam Davenport, một cựu sinh viên nghệ thuật ở Sorbonne, và người thừa kế gia tài Mary Jayne Gold, một người yêu nghệ thuật và "đời sống tốt đẹp" đã tới Paris trong đầu thập niên 1930.
Khi Đức Quốc xã chiếm Pháp năm 1940, Gold xuống Marseille, làm việc chung với Fry và giúp đỡ tài chính cho hoạt động của Fry. Cộng tác với Fry còn có nhà giáo đại học trẻ tên Albert O. Hirschman, người sau này có một sự nghiệp nổi bật ở Hoa Kỳ.
Đặc biệt là Hiram Bingham IV, Phó lãnh sự Hoa Kỳ ở Marseille đã cấp các thị thực nhập cảnh (visa) cho các nghệ sĩ, các nhà trí thức và người bất đồng chính kiến trong danh sách của Fry, chống lại chủ trương trung lập của Bộ Ngoại giao Hoa Kỳ thời đó. Ông chịu trách nhiệm cá nhân về hàng ngàn visa cấp phát, cả hợp pháp lẫn bất hợp pháp.
Từ vị trí cô lập ở Marseille, Varian Fry đã dựa vào Unitarian Service Committee ở Lisbon để giúp cho những người tỵ nạn mà ông gửi tới. Cơ quan này, dưới sự chỉ đạo của Robert Dexter, đã giúp các người tỵ nạn được an toàn trong khi chờ đợi visa cùng những giấy tờ cần thiết khác, và tìm tàu thủy cho họ rời Lisbon.
Sau 13 tháng làm việc ở Marseilles, tháng 8 năm 1941 theo yêu cầu của Đại sứ quán Hoa Kỳ bên cạnh chính phủ Vichy, cảnh sát Pháp đã bắt và trục xuất ông về Hoa Kỳ ngày 16.9.1941.
Một số trong những người được Fry cứu giúp:
| - Hannah Arendt - Jean Arp - Hans Aufricht - Hans Bellmer - Georg Bernhard - Victor Brauner - André Breton - Camille Bryen - De Castro - Marc Chagall - Frédéric Delanglade - Óscar Domínguez - Marcel Duchamp - Heinrich Ehrmann - Max Ernst - Edvard Fendler - Lion Feuchtwanger | - Leonard Frank - Giuseppe Garetto - Oscar Goldberg - Emil S. Gumbel - Hans Habe - Jacques-Salomon Hadamard - Konrad Heiden - Jacques Hérold - Wilhelm Herzog - Erich Itor-Kahn - Berthold Jacob - Heinz Jolles - Siegfried Kracauer - Wifredo Lam - Jacqueline Lamba - Wanda Landowska - Lotte Leonard | - Jacques Lipchitz - Alberto Magnelli - Alma Mahler Gropius Werfel - Jean Malaquais - Golo Mann - Heinrich Mann - Valeriu Marcu - André Masson - Roberto Matta - Walter Mehring - Alfredo Mendizabel - Otto Meyerhof - Boris Mirkine-Guetzevitch - Hans Namuth - Hans Natonek - Ernst-Erich Noth - Max Ophüls | - Hertha Pauli - Benjamin Péret - Alfred Polgar - Poliakoff-Litovzeff - Peter Pringsheim - Denise Restout - Hans Sahl - Jacques Schiffrin - Anna Seghers - Victor Serge - Ferdinand Springer - Bruno Strauss - Sophie Taeuber - Franz Werfel - Kurt Wolff và Helen Wolff - Wols - Ylla |

Năm 1942, "Ủy ban cấp cứu" và chi nhánh Hoa Kỳ của International Relief Association có căn cứ ở châu Âu đã hợp nhất dưới tên International Relief and Rescue Committee, sau này viết vắn tắt thành International Rescue Committee (Ủy ban cứu nguy quốc tế). Ủy ban Cứu nguy quốc tế là một tổ chức cứu nguy và phát triển quốc tế phi chính phủ, không bè phái hàng đầu ngày nay vẫn còn hoạt động.
Khi trở về Hoa Kỳ, năm 1945 Fry đã xuất bản quyển sách nói về thời gian hoạt động ở Pháp của ông nhan đề Surrender on Demand. Năm 1968, nhà xuất bản Hoa Kỳ Scholastic (mà thị trường chủ yếu là trẻ em và thanh thiếu niên) đã xuất bản một ấn bản bìa mềm dưới tên Assignment: Rescue, và sau đó các bản in lại mang cả hai nhan đề trên.
Ông nói và viết phê phán các chính sách nhập cư của Hoa Kỳ, đặc biệt liên quan tới vấn đề vận mệnh của những người Do Thái ở châu Âu. Trong số báo The New Republic xuất bản tháng 12 năm 1942, ông đã viết một bài gay gắt mang tên: "The Massacre of Jews in Europe" (Cuộc thảm sát những người Do Thái ở châu Âu).
Mặc dù năm 1942 Fry đã chấm dứt hoạt động cho "Ủy ban cấp cứu", nhưng các nhà cứu nguy tư nhân Mỹ thừa nhận rằng chương trình hoạt động của Fry tại Pháp là duy nhất có hiệu quả, nên năm 1944 đã tuyển dụng Fry để đưa ra hướng dẫn ở hậu trường cho chương trình cứu nguy đột phá sau này của War Refugee Board (Ban người tỵ nạn chiến tranh) thuộc chính phủ Roosevelt.

## Vinh dự
- Năm 1967, chính phủ Pháp đã trao tặng Fry Bắc Đẩu Bội tinh (hạng Chevalier) để công nhận sự đóng góp vào nền tự do của ông.
- Năm 1980 Mary Jayne Gold xuất bản quyển Crossroads Marseilles 1940 đã khơi dậy sự chú ý tới Fry và những nỗ lực anh hùng của ông.
- Được biết đến như Oskar Schindler của Mỹ, năm 1995 Varian Fry trở thành công dân Hoa Kỳ đầu tiên được ghi tên vào danh sách Righteous among the Nations (người công chính giữa các dân tộc) ở Đài tưởng niệm Holocaust, Yad Vashem của Israel[9] (năm 2006, các người Hoa Kỳ khác là Waitstill Sharp và Martha Sharp được đưa thêm vào danh sách trên).
- Ngày 1.1.1998 ông được trao thêm vinh dự "Commemorative Citizenship of the State of Israel" (Chức công dân để tưởng niệm của Nhà nước Israel).
- Theo sáng kiến của Samuel V. Brock - Tổng lãnh sự Hoa Kỳ tại Marseille từ năm 1999 tới 2002 - quảng trường ở trước mặt Lãnh sự quán Hoa Kỳ được đặt tên lại là Quảng trường Varian Fry.
- Một đường phố trong khu mới kiến thiết ở Đông/Tây bức tường Berlin tại khu Mitte at Potsdamer Platz được đặt tên là Varian-Fry-Straße (đường phố Varian Fry) để nhìn nhận việc làm của ông.
- Năm 2005, một đường phố ở đô thị quê hương ông Ridgewood, New Jersey được đặt tên lại là Varian Fry Way.[10]

## Phim về Varian Fry
- Assignment: Rescue (tên khác: The Story of Varian Fry and the Emergency Rescue Committee) (1997) trên IMDb
- Villa Air Bel - Varian Fry in Marseille 1940/41 trên IMDb
- Varian Fry: The Artists' Schindler trên IMDb
- Năm 1997, đạo diễn điện ảnh người Ireland David Kerr đã làm một phim tài liệu nhan đề Varian Fry: The America's Schindler (Varian Fry: (Oskar) Schindler của Hoa Kỳ) do nam diễn viên Sean Barrett bình luận. Truyện về Fry cũng được đưa lên phim năm 2001 khi Barbra Streisand đồng sản xuất phim truyền hình Varian's War, do Lionel Chetwynd viết kịch bản và đạo diễn với William Hurt và Julia Ormond đóng vai chính.
- Năm 2010 Pierre Sauvage làm phim tài liệu And Crown Thy God. Varian Fry in Marseille.[11]

## Tác phẩm
- Fry, Varian, Surrender on Demand, first published by Random House, 1945. Later edition published by Johnson Books, in 1997 in conjunction with the U.S. Holocaust Museum.
- War in China: America's role in the Far East. With maps and charts by Henry Adams Grant, Foreign Policy Association, New York 1938
- War atlas: a handbook of maps and facts. Foreign Policy Association, New York 1940
- The peace that failed: how Europe sowed the seeds of war. Foreign policy Association, New York 1939

## Sách viết về Varian Fry
- Grunwald-Spier, Agnes, The Other Schindlers: Why Some People Chose to Save Jews in the Holocaust, The History Press, 2010. ISBN 978 07524 5706 2
- Isenberg, Sheila, "A Hero of Our Own", (Random House 2001), is a comprehensive and well-written biography of Fry's life.
- Jaffee McCabe, Cynthia, "Wanted by the Gestapo: Saved by America – Varian Fry and the Emergency Rescue Committee" 79-91 in Jarrell C. Jackman (editor) and Carla M. Borden (editor) The Musses Flee Hitler: Cultural Transfer and Adaptation 1930-1945 (Smithsonian, 1983)
- Marino, Andy, A Quiet American: The Secret War of Varian Fry,
  - St. Martin's Press, 1999, 403 pp. (review Lưu trữ ngày 27 tháng 10 năm 2008 tại Wayback Machine)
  - Macmillan, 2000, 416 pp.,,ISBN 0312267673
- Richards, Tad, The Virgil Directive, a novel, (Fawcett, 1982) was based on Fry's work in Marseilles.
- Subak, Susan Elisabeth, Rescue and Flight: American Relief Workers who Defied the Nazis, University of Nebraska Press, 2010, 342 pp.
- Sullivan, Rosemary, Villa Air-Bel, An account of Fry's work set in its political and historical context, published in 2006 by HarperCollins.
- Karen J. Greenberg (Hrsg.): Columbia University Library, New York. The Varian Fry Papers, the Fort Ontario Emergency Refugee Shelter papers. Nhà xuất bản. Garland, New York NY 1990, ISBN 0-8240-5487-3 (Archives of the Holocaust 5).
- La Liste noire, 1999, Plon ISBN 2259189725 (tiếng Pháp).
- "Livrer sur demande...", Quand les artistes, les dissidents et les Juifs fuyaient les nazis (Marseille, 1940-1941), nouvelle édition revue et augmentée de La Liste noire, Éditions Agone, Marseille, 2008 ISBN 2748900871 (tiếng Pháp).
- Mary Jayne Gold, Marseille, années 1940, Phebus, 2001 ISBN 2752902018 (tiếng Pháp).
- Michel Tremblay, Varian Fry et les candidats à l'exil, catalogue de l'exposition de la Galerie d'art du Conseil général des Bouches-du-Rhônes à Aix-en-Provence (12 janvier-11 avril 1999), Actes Sud, Arles, 1999 ISBN 2742721223 (tiếng Pháp)
- Daniel Benedite, La filière marseillaise, éd. Clancier-Guénaud, 1984, 351 p. (tiếng Pháp)
- Emmanuelle Loyer, Paris à New York - Intellectuels et artistes français en exil 1940-1947, Grasset 2005réédité, "Pluriel", Hachette Littérature, 2007 (tiếng Pháp)